# Cəlilabad (Rayon)
Cəlilabad (auch Jalilabad) ist ein Rayon im Süden Aserbaidschans. Hauptstadt des Bezirks ist die Stadt Cəlilabad. Der Bezirk grenzt im Westen an die iranische Provinz Ardabil.

## Geografie
Der Rayon hat eine Fläche von 1441 km². Die natürliche Gestaltung der Region ist vorwiegend von Flachland geprägt, mit kleineren Bergen. Der östliche Teil liegt unterhalb des Meeresspiegels. Durch das Gebiet fließen die Flüsse Bolqarçay, Mişarçay, İncəçay und Göytəpəçay.

## Bevölkerung
Der Rayon hat 227.600 Einwohner (Stand: 2021). 2009 betrug die Einwohnerzahl 191.500.

## Wirtschaft und Verkehr

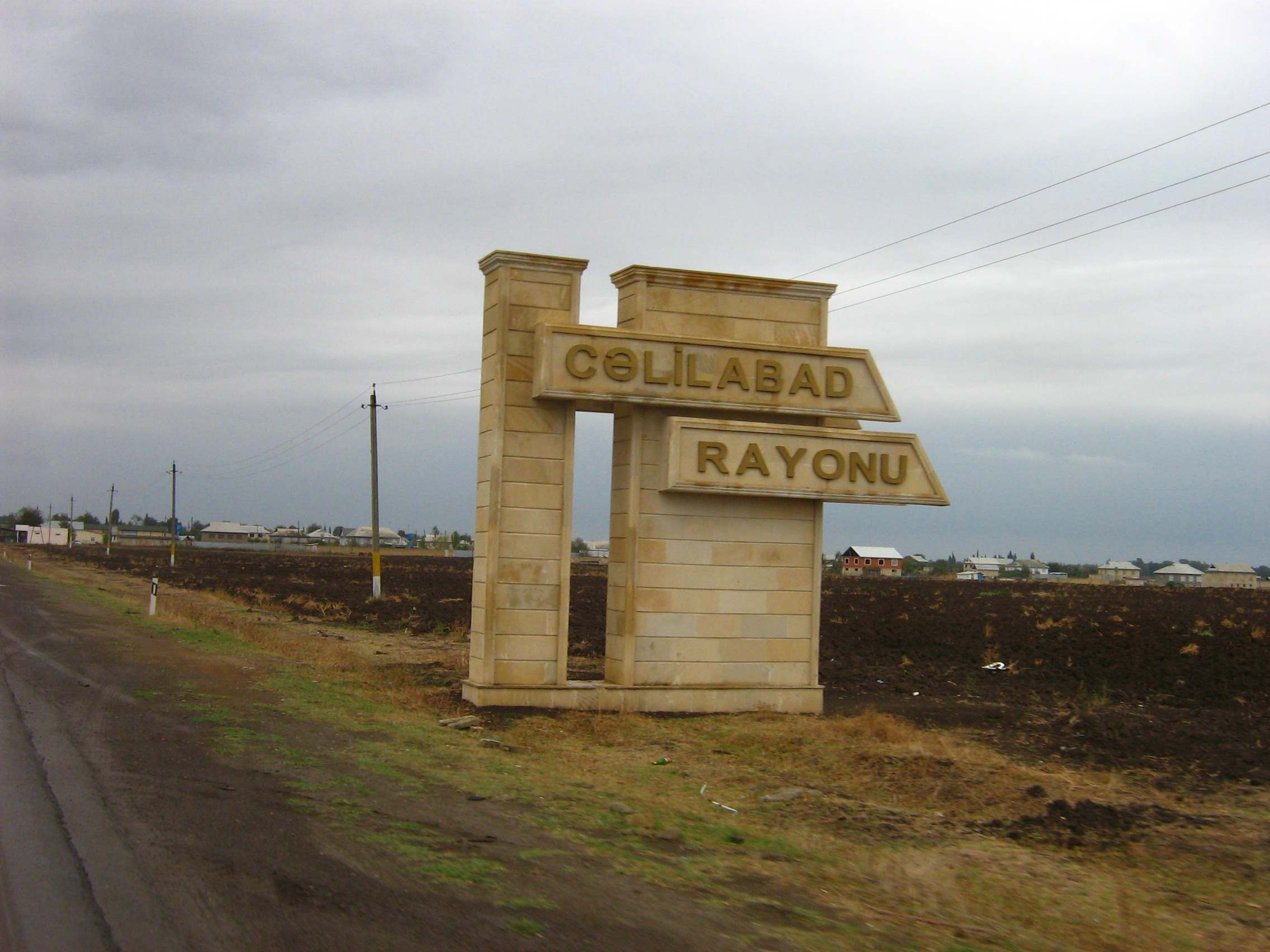
Schild an der Zufahrtsstraße zum Bezirk

Die Region ist landwirtschaftlich geprägt. Es werden Getreide, Wein und Obst angebaut sowie Viehzucht betrieben. Durch den Rayon verläuft die Straße von Bilasuvar nach Astara.

## Sehenswürdigkeiten
Im Bezirk liegen mehrere archäologische Fundstätten und zoroastrische Tempel.